# Lądowisko Kikity
Lądowisko Kikity (kod ICAO: EPKI) – lądowisko w Kikitach, położone w gminie Jeziorany, w województwie warmińsko-mazurskim, ok. 9 km na wschód od Jezioran. Lądowisko należy do Kikity Sp. z o.o..
Lądowisko dysponuje trawiastą drogą startową o długości 854 m i od 2012 roku figuruje w ewidencji lądowisk Urzędu Lotnictwa Cywilnego.